# Роберт Крањец
Роберт Крањец (словен. Robert Kranjec; Крањ, 16. јул 1981) је словеначки ски скакач.
По занимању је фризер, а тренутно је запослен у полицији у свом родном граду Крању. Од почетка каријере је члан Скијашког клуба Триглав из Крања. Висок је 1,75 м, а тежак 60 кг.
Скијашким скоковима се бави од 11 године. Члан је државне репрезентације од 1998, када је и дебитовао у светском купу. Члан А репрезентације Словеније постао је 2001, а већ 2002. учествује на Зимским олимпијским играма у Солт Лејк Ситију, где са Петером Жонтом, Дамјаном Фрасом и Промижем Петерком осваја бронзану медаљу у дисциплини велика скакаоница екипно.
Учествовао је још два пута за олимпијским играма 2006. у Торину и 2010. у Ванкуверу, али без значајнијих резултата.
У сезони 2005/06. постигао је прву победу у Светском купу у Кусаму у Финској. Следећу победу постигао је 2010. у Кулму у Аустрији. Укупно је у светском купу био на победничком постољу 11 пута (2 пута први, 3 пута други и 6 пута трећи.)
Крањец је тренутно носилац националног рекорда Словеније скоком од 229 метара, који је постигао на Планици 2007.

## Најзначајнији успеси у каријери
Зимске олимпијске игре
2002 - Солт Лејк Сити, 15 мала скакаоница
2002 - Солт Лејк Сити, 11 велика скакаоница
2002 - Солт Лејк Сити,  велика скакаоница екипно (са Фрасом / Петерком / Жонтом)
2006 - Торино, 41 мала скакаоница
2006 - Торино, 49 велика скакаоница
2006 - Торино, 10 велика скакаоница екипно (са Бенковичем / Петерком / Дамјаном)
2010 - Ванкувер, 6 мала скакаоница
2010 - Ванкувер, 9 велика скакаоница
2010 - Ванкувер, 8 велика скакаоница екипно (са Пиклом / Межнаром / Певцом
Светско првенство у скијашким скоковима
2003 - Вал ди Фјеме, 6 велика скакаоница
2003 - Вал ди Фјеме, 6 велика скакаоница екипно (са Жонтом / Бенковичем / Петерком)
2003 - Вал ди Фјеме, 21 мала скакаоница
2009 - Либерец, 11 мала скакаоница
2009 - Либерец, 15 велика скакаоница
2009 - Либерец, 7 велика скакаоница екипно (са Межнаром / Дамјаном / Хрготај)
Светско првенство у скијашким летовима
2002 - Harrachov, 11 појединачно
2004 - Планица, 12 појединачно
2004 - Планица, 6 екипно (са Петерком / Зупаном / Бенковичем)
2006 - Bad Mitterndorf, 15 појединачно
2006 - Bad Mitterndorf, 5 екипно (са Дамјаном / Бенковичем / Петерком)
2008 - Оберсдорф, 17 појединачно
2008 - Oberstdorf, 12 екипно (са Тепешом / Петерком / Дамјаном)
Светски куп
2002 - Лахти, , велика скакаоница
2002 - Лахти, , велика скакаоница екипно (са Петерком / Медведом / Жонтом)
2003 - Вилинген, , велика скакаоница
2005 - Pragelato, , велика скакаоница екипно (са Петерком / Бенковичем / Дамјаном)
2005 - Кусамо, , велика скакаоница
2005 - Кусамо, , велика скакаоница
2006 - Планица, , латаоница
2009 - Планица, , летаоница
2010 - Bad Mitterndorf, , летаоница
2010 - Bad Mitterndorf, {, летаоница
2010 - Оберсдорф, , летаоница